# Helga Markowitsch
Helga Markowitsch (* 17. November 1944 in Brunn am Gebirge) ist eine ehemalige österreichische Politikerin (SPÖ) und kaufmännische Angestellte. Sie war von 1987 bis 1998 Mitglied des österreichischen Bundesrates und von 2005 bis 2009 Bürgermeisterin von Brunn am Gebirge.

## Ausbildung und Beruf
Markowitsch besuchte von 1950 bis 1954 die Volksschule und absolvierte danach von 1954 bis 1958 die Hauptschule und von 1958 bis 1960 die Handelsschule. Sie arbeitete zwischen 1960 und 1964 als Angestellte im Landesparteisekretariat der SPÖ Niederösterreich und war danach von 1964 bis 1972 in der Kammer für Arbeiter und Angestellte für Niederösterreich in Mödling beschäftigt. Sie war des Weiteren von 1979 bis 1980 bei der Firma Gierlinger in Brunn am Gebirge tätig und arbeitete danach von 1982 bis 1987 für den Verein „Sichere Energie - sichere Zukunft“.

## Politik und Funktionen
Markowitsch  begann ihre politische Karriere 1979 mit der Wahl in den Gemeinderat der Gemeinde Brunn am Gebirge. 1984 stieg sie zum geschäftsführenden Mitglied des Gemeinderates von Brunn am Gebirge auf und übernahm 1990 das Amt der Ersten Vizebürgermeisterin. Sie war fünf Jahre lang Referentin für Dienstleistungen und leitete als Vizebürgermeisterin das Sozialreferat. 2005 wurde sie zur Bürgermeisterin ihrer Heimatgemeinde gewählt und übte dieses Amt bis 2009 aus. Innerparteilich wirkte Markowitsch als stellvertretende Bezirksvorsitze der SPÖ Mödling, war Mitglied des Landesparteivorstandes der SPÖ Niederösterreich und ab 1979 Bezirksfrauenreferentin der SPÖ Mödling. Zudem gehörte sie als Mitglied dem Landes-Frauenkomitees der SPÖ Niederösterreich an und war Mitglied des Bundes-Frauenkomitees der SPÖ. Sie vertrat die SPÖ Niederösterreich vom 1. Dezember 1987 bis zum 15. April 1998 als Mitglied im Bundesrat, wobei sie ab dem 1. Jänner 1992 auch Schriftführerin des Bundesrates war. 
Unter ihrer Schirmherrschaft fand 2007 das erste Piano-Blues- und Boogie-Woogie-Festival in Brunn am Gebirge statt.

## Auszeichnungen
- Florianiplakette des NÖ Landesfeuerwehrverbandes für besondere Verdienste um das Feuerwehrwesen Niederösterreichs
- Goldene Verdienstmedaille des Österreichischen Roten Kreuzes
- Silbernes Ehrenzeichen für Verdienst um die Republik Österreich
- Goldenes Ehrenzeichen für Verdienste um das Bundesland Niederösterreich
- Goldener Ehrenring der Gemeinde Brand-Nagelberg
- Ehrenbürgerin von Brunn am Gebirge (2010)
- Viktor-Adler-Plakette